# Unter deiner Flagge
Unter deiner Flagge é o oitavo single da banda alemã Unheilig. Foi lançado em 24 de setembro de 2010 sendo o terceiro do álbum Grosse Freiheit.

## Lista de Faixas
| N.º | Título                                      | Duração |  |
| 1.  | "Unter deiner Flagge (Single Version)"      | 3:57    |  |
| 2.  | "Geboren um zu leben (Darkstar-Music Edit)" | 3:52    |  |

## Posição nas paradas
| Paradas        | Posição |
| -------------- | ------- |
| Alemanha       | 9       |
| Áustria        | 29      |
| União Europeia | 38      |

## Créditos
- Der Graf - Vocais/Composição/Letras/Produção
- Christoph "Licky" Termühlen - Guitarra
- Henning Verlage - Teclados/Programação/Produção
- Martin "Potti" Potthoff - Bateria